# لینا کاچیوشیته
لینا کاچیوشیته (انگلیسی: Lina Kačiušytė؛ زادهٔ ۱ ژانویهٔ ۱۹۶۳) یک ورزشکار اهل اتحاد جماهیر سوسیالیستی شوروی است.
وی در مسابقات بین‌المللی در مجموع برندهٔ ۳ مدال طلا و ۲ مدال برنز شده‌است.